# NS-Dokumentationszentrum der Stadt Köln

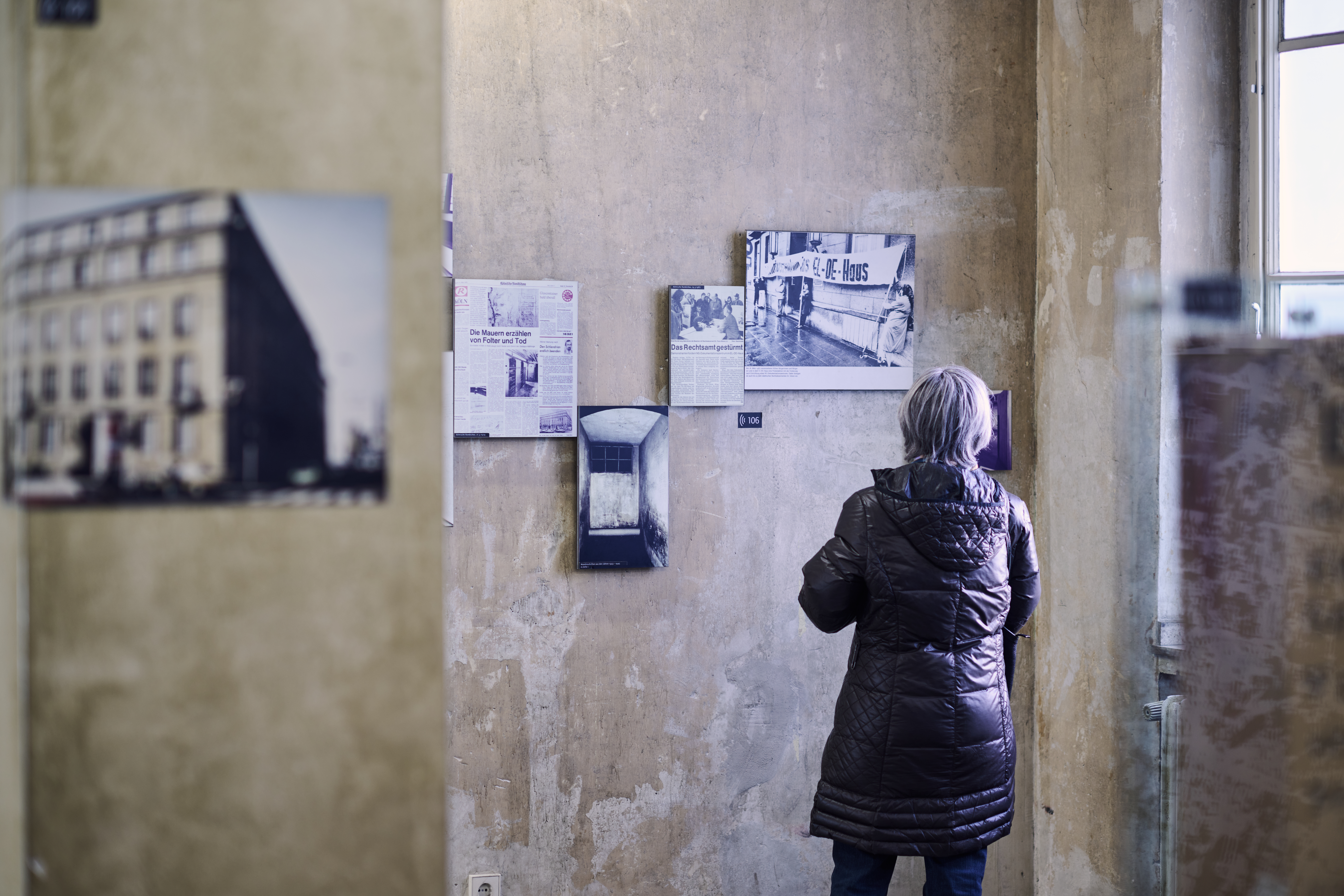
Die Dauerausstellung (2023)

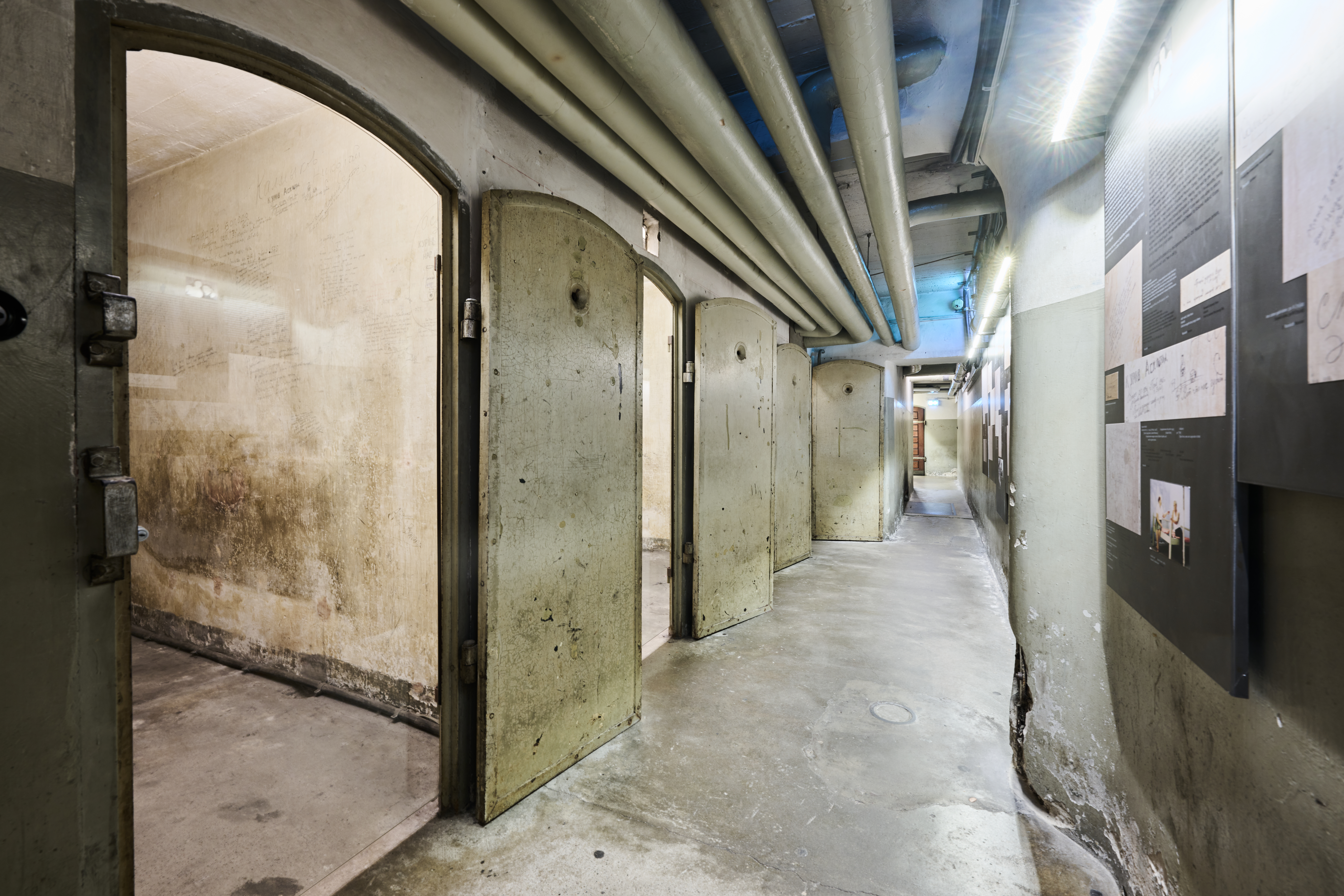
Zellentrakt im Keller (2023)

Das NS-Dokumentationszentrum der Stadt Köln ist ein Museum, eine Gedenkstätte und Forschungseinrichtung zur Geschichte der Stadt in der Zeit des Nationalsozialismus (1933 bis 1945). Es befindet sich im EL-DE-Haus am Appellhofplatz 23–25.

## Entstehungsgeschichte
Im Vorfeld des Kölner Lischka-Prozesses (Prozessbeginn: 23. Oktober 1979) wurde als Folge von Bürgerhinweisen das ehemalige Kölner Gestapogefängnis im EL-DE-Haus einer größeren Öffentlichkeit bekannt. Im März 1979 machte Kurt Holl mit einer spektakulären Aktion, in dem er sich über Nacht in den dortigen Keller begab und mit dem Fotografen Gernot Huber die Inschriften hinter den abgerückten Regalen dokumentierte, bekannt, dass im Aktenkeller des von der Stadtverwaltung genutzten Hauses noch die ehemaligen Gestapo-Zellen mit ihren Inschriften erhalten waren. Durch den Druck der Öffentlichkeit und die von Holl bewirkte Intervention des früheren Bundeskanzlers Willy Brandt bei Oberstadtdirektor Kurt Rossa führte ein Beschluss der Stadt dazu, dass die Stadtkonservatorin Hiltrud Kier den Keller und die Inschriften restaurieren ließ. Während hieraus die Entscheidung zur Einrichtung der am 4. Dezember 1981 eröffneten Gedenkstätte erwuchs, erfolgte parallel der Aufbau einer beim Historischen Archiv angesiedelten Forschungsstelle zu der Zeit des Nationalsozialismus in Köln, unter der Leitung des Historikers Horst Matzerath.
Im Jahr 1987 beschloss der Kölner Rat die Errichtung des NS-Dokumentationszentrum, das Räumlichkeiten im EL-DE-Haus bezog und dort am 19. September 1988 begann. Erst als Folge einer Neuorganisation wurde die Forschungsstelle zum 25. März 1997 aus der Verbindung mit dem Historischen Archiv gelöst und den anderen Städtischen Museen gleichgestellt. Nach dem Abschied von Horst Matzerath als erstem Direktors des NS-Dokumentationszentrums übernahm zum 5. Dezember 2002 der langjährige Mitarbeiter Werner Jung dessen Stelle. Zum 1. November 2021 ging er in den Ruhestand. Vom 1. Januar 2003 bis zum 31. Juli 2020 war die Historikerin Karola Fings stellvertretende Direktorin der Einrichtung.
Nach einer zwischenzeitlich kommissarischen Leitung durch die Nachfolgerin von Karola Fings, Annemone Christians-Bernsee übernahm zum 1. November 2022 Henning Borggräfe als Direktor die Leitung des NS-Dokumentationszentrums der Stadt Köln.

## Das Museum
Kern des Museums bildet die Gedenkstätte Gestapo-Gefängnis im Keller des Gebäudes. Dort sind Zellen erhalten, in denen Gestapo-Häftlinge untergebracht waren und deren Wände von den Insassen beschriftet wurden. Seit 2013 steht der Innenhof, die ehemalige Hinrichtungsstätte, dem Zentrum ebenfalls als Anschauungsort zur Verfügung.
Auf zwei weiteren Etagen wird in der Dauerausstellung Köln im Nationalsozialismus die Geschichte der NS-Zeit in Köln dargestellt. Neben dieser 1997 eröffneten Dauerpräsentation bietet das NS-Dokumentationszentrum jährlich mehrere Sonderausstellungen zu lokalen und überregionalen Aspekten mit begleitenden Veranstaltungen an.
Die Forschungsabteilung des NS-Dokumentationszentrums erarbeitet historische Grundlagen, die Eingang in Ausstellungen, Publikationen in der hauseigenen Schriftenreihe, interaktiv nutzbare Datenbanken und Internetprojekte finden. Ein Ziel der Arbeit ist es, im Krieg und unmittelbar nach Kriegsende weitestgehend zerstörte Akten zu rekonstruieren. Das Zentrum hat eine Spezialbibliothek mit Lesesaal sowie Arbeits- und Medienräume.
Ebenfalls im NS-Dokumentationszentrum beheimatet ist die Info- und Bildungsstelle gegen Rechtsextremismus (ibs). Die ibs soll mit einem breiten Bildungsangebot für Jugendliche – Unterrichtseinheiten, Workshops und Projekttage – der Ausbildung von Multiplikatoren, Unterstützung von Projektentwicklung und anderen Aktivitäten zur Förderung der demokratischen Kultur beitragen. Ein Projekt der ibs ist die Mobile Beratung gegen Rechtsextremismus im Regierungsbezirk Köln. Eine Fachstelle der ibs betreibt seit März 2021 eine Meldestelle, bei der Betroffene, deren Angehörige sowie Zeugen antisemitische Vorfälle in Köln melden können, die von der Stelle dokumentiert werden. Darüber hinaus wurde ein Beratungsangebot für Betroffene antisemitischer Straftaten geschaffen, bei dem unter anderem Unterstützung bei der Stellung von Strafanzeigen, Behördengängen und der Suche nach Rechtsbeistand angeboten wird.
Durch einen Beschluss des Rates der Stadt Köln von 2017 können ab 2019 Räumlichkeiten der Kölner Stadtverwaltung, die sich in den oberen beiden Stockwerken des EL-DE-Hauses befinden, ebenfalls durch das NS-Dok genutzt und umgestaltet werden. Geplant ist unter dem Konzept Haus für Erinnern und Demokratie der Ausbau des Bildungsangebotes des Dokumentationszentrums sowie die Entwicklung eines modernen Angebots zur Demokratieförderung.

## Besucherzahlen
Im Jahr 2002 besuchten knapp 26.000 Menschen das Zentrum, 2011 waren es über 56.000 Besucher. 2015 verzeichnete das Dokumentationszentrum 77.000 Besucher, 23 Prozent mehr als 2014. Rund zwei Drittel davon waren Schulklassen. Der steigende Besuchertrend setzte sich fort: 2017 kamen 89.212 Besucher ins NS-Dokumentationszentrum. Infolge behördlich verordneter Schließungen während der COVID-19-Pandemie brachen die Besuche 2020 und 2021 stark ein: Wurde 2019 mit 97.041 Personen noch ein Besucherrekord verzeichnet, sanken die Zahlen 2020 auf 31.224 und 2021 auf 20.363 Personen.

## Auszeichnungen
- 2000: Europäisches Museum des Jahres (besondere Würdigung)
- 2001: Kölner Architekturpreis
- 2001: Architekturpreis NRW
- 2002: Einladung zu dem internationalen Kongress in Dubrovnik: “The Best in Heritage. An Annual Presentation of the Best Museum and Heritage Projects”
- 2004: Andrea-Riccardi-Preis
- 2004: Die Mitarbeiterin des NS-Dokumentationszentrum, Elzbieta Adamski, erhielt vom Präsidenten der Republik Polen, Aleksander Kwaśniewski, „für ihre außerordentlichen Verdienste um die Entwicklung der deutsch-polnischen Beziehungen“ das Kavalierkreuz des Verdienstordens der Republik Polen, eine der höchsten Auszeichnungen des polnischen Staates.[11] Elzbieta Adamski hatte im NS-Dokumentationszentrum ab 1990 das Besuchsprogramm für ehemalige Zwangsarbeiterinnen und Zwangsarbeiter betreut.[12]
- 2006: History-Award des Geschichtssenders History Channel für das Projekt: Navajos und Edelweißpiraten – Unangepasstes Jugendverhalten in Köln 1933 bis 1945
- 2007: Preis für Innovation in der Erwachsenenbildung für Erlebte Geschichte.[13]
- 2008: Freya-Stephan-Kühn-Preis des Landesverbandes nordrhein-westfälischer Geschichtslehrer

## Sonstiges
Das NS-Dokumentationszentrum der Stadt Köln pflegt eine Datenbank der in Köln verlegten Stolpersteine.
Auf dem Gebiet der Stadt Köln wurde am 2. September 2014 der 2000. Stolperstein eingelassen.

## Sonderausstellungen (Auswahl)
- November 1988 bis Januar 1989: Jüdisches Schicksal in Köln 1918–1945
- November 2002 bis Februar 2003: Besondere Kennzeichen: Neger. Schwarze im NS-Staat
- Mai bis November 2003: Bilder einer fremden Stadt. Zwangsarbeit in Köln 1929–1945
- November 2003 bis Januar 2004: Hans Calmeyer und die Judenrettung in den Niederlanden
- August bis September 2004: Oneg Schabbat. Das Untergrundarchiv des Warschauer Ghettos – Ringelblum-Archiv (in Kooperation mit dem Deutschen Gewerkschaftsbund Köln, der Synagogengemeinde und der Kölnischen Gesellschaft für christlich-jüdische Zusammenarbeit)
- September bis November 2004: Das Gedächtnis der Orte. Tatorte nationalsozialistischer Verbrechen in Köln (Fotoprojekt von Sabine Würich)
- Mai bis November 2005: Zwischen den Fronten. Kölner Kriegserfahrungen 1939–1945
- Mai bis September 2006: Der „Lischka-Prozess“. Drei NS-Täter 1979 in Köln vor Gericht
- Januar bis August 2008: „Willkommen, Bienvenue, Welcome …“ Politische Revue – Varieté in Köln 1928–1938
- November 2008 bis Januar 2009: Jüdisches Leben in Köln 1918–1945[15]
- November 2009 bis Januar 2010: Von wegen Heilige Nacht. Weihnachten in der politischen Propaganda (in Zusammenarbeit mit der „Sammlung Weihnachten – Rita Breuer“)
- Mai bis September 2010: Köln und seine jüdischen Architekten (in Zusammenarbeit mit Wolfram Hagspiel)
- November 2011 bis März 2012: Kölle Alaaf unterm Hakenkreuz
- November 2013 bis März 2014: Bertha Sander – „Ein ganzes Leben in einer Hutschachtel“
- 27. August bis 2. November 2014: KZ – Kampf – Kunst. Boris Lurie: NO!art
- 21. November 2014 bis 3. Mai 2015: Todesfabrik Auschwitz: Topographie und Alltag in einem Konzentrations- und Vernichtungslager
- 22. Mai bis 4. Oktober 2015: Siegen für den Führer. Kölner Sport in der NS-Zeit
- 23. Oktober 2015 bis 31. Januar 2016: August Sanders unbeugsamer Sohn. Erich Sander als Häftling und Gefängnisfotograf im Zuchthaus Siegburg 1935-1944
- 19. Februar bis 3. April 2016: Geraubte Kinder – vergessene Opfer
- 22. April bis 21. August 2016: Fritz Bauer. Der Staatsanwalt. NS-Verbrechen vor Gericht (Ausstellung des Fritz Bauer Instituts und des Jüdischen Museums Frankfurt)
- 15. Juni bis 21. August 2016 im Gewölbe: Philibert und Fif. Der Skizzenblock eines französischen Zwangsarbeiters
- 16. September 2016 bis 12. März 2017: Jugend im Gleichschritt!? – Die Hitlerjugend zwischen Anspruch und Realität
- 8. bis 20. November 2016: Denkmal zu den Anschlägen des NSU in der Keupstraße und der Probsteigasse
- 7. April bis 25. Juni 2017: Massenerschießungen. Der Holocaust zwischen Ostsee und Schwarzem Meer 1941–1944 (Ausstellung der Stiftung Topographie des Terrors und der Stiftung Denkmal für die ermordeten Juden Europas)
- 5. Mai bis 25. Juni 2017: „Russenlager“ und Zwangsarbeit. Bilder und Erinnerungen sowjetischer Kriegsgefangener (Ausstellung des Vereins KONTAKTE-KOHTAKTbI e. V.)
- 7. Juli bis 8. Oktober 2017: „Rassendiagnose: Zigeuner“: Der Völkermord an den Sinti und Roma und der lange Kampf um Anerkennung (Ausstellung des Dokumentations- und Kulturzentrums Deutscher Sinti und Roma)
- 19. Oktober 2017 bis 18. Februar 2018: Vernichtungsort Malyj Trostenez. Geschichte und Erinnerung (Ausstellung des Internationalen Bildungs- und Begegnungswerks gGmbh (IBB Dortmund), der Internationalen Bildungs- und Begegnungsstätte „Johannes Rau“ Minsk (IBB Minsk) und der Stiftung Denkmal für die ermordeten Juden Europas)
- 9. März bis 29. April 2018: Der Warschauer Aufstand. 1944 (Ausstellung des Museums des Warschauer Aufstands)
- 10. Mai bis 1. Juli 2018: Deine Anne. Ein Mädchen schreibt Geschichte (Ausstellung des Anne Frank Zentrums e. V. in Berlin in Zusammenarbeit mit dem Anne-Frank-Haus in Amsterdam)
- 25. Mai bis 8. Juli 2018 im Gewölbe: Wohnungslose im Nationalsozialismus (Ausstellung der BAG Wohnungslosenhilfe e. V.)
- 14. September bis 4. November 2018: Angezettelt. Antisemitische und rassistische Aufkleber von 1880 bis heute (Ausstellung des Zentrums für Antisemitismusforschung der TU Berlin, des Zentrums für Jüdische Studien Berlin-Brandenburg und des NS-Dokumentationszentrums München)
- 16. November 2018 bis 24. Februar 2019: „Überall Luthers Worte…“ Martin Luther im Nationalsozialismus (Ausstellung der Stiftung Topographie des Terrors und der Gedenkstätte Deutscher Widerstand)
- 24. Januar bis 3. März 2019 (im Gewölbe): „Erinnern – eine Brücke in die Zukunft“ – Ausstellung zum Jugend- und Schüler-Gedenktag 2019
- 15. März bis 26. Mai 2019: Der Volksgerichtshof 1934–1945 – Terror durch „Recht“ (Ausstellung der Stiftung Topographie des Terrors)
- 17. Mai bis 14. Juli 2019: Neues Bauen im Rheinland und in Palästina – Erez Israel: Josef Rings und Erich Mendelsohn
- 7. Juni bis 18. August 2019: Albert Speer in der Bundesrepublik. Vom Umgang mit deutscher Vergangenheit
- 2. September bis 3. November 2019: Kriegserfahrungen 1939–1945 – Kölner und Kölnerinnen an Front und Heimatfront
- 12. Januar bis 30. Mai 2021: Einige waren Nachbarn. Täterschaft, Mitläufertum und Widerstand (Ausstellung des United States Holocaust Memorial Museum)
- 11. Juni bis 19. September 2021: Synagogen in Deutschland. Eine virtuelle Rekonstruktion (Ausstellung der TU Darmstadt in Zusammenarbeit mit dem NS-Dokumentationszentrum und der Kölner Synagogen-Gemeinde)
- 16. Juni bis 3. Oktober 2021: Die Cellistin von Auschwitz
- 29. September 2021 bis 30. Januar 2022: Philibert & Fifi. Karikaturen und Zeichnungen eines französischen Zwangsarbeiters
- 9. Juni bis 26. Juni 2022: Klänge des Lebens. Geschichten von Sinte*zze und Rom*ja. Eine Ge-Denk-Station
- 25. Mai bis 18. September 2022: Theo Beckers. Ein junger Nationalsozialist fotografiert Köln
- 7. Oktober 2022 bis 8. Januar 2023: Haut, Stein
- 16. März bis 13. August 2023: Un|sichtbarer Terror. Orte rechter Gewalt in Deutschland
- 31. August bis 22. Oktober 2023: Wanderausstellung Diversity
- 31. August bis 22. Oktober 2023: Mehr als man kennt - Näher als man denkt. Objektgeschichten aus Gedenkstätten in NRW
- 8. November 2023 bis 31. März 2024: Schalom & Alaaf. Jüdinnen & Juden im Kölner Karneval
- 26. April bis 11. August 2024: Wanderausstellung der Kooperative Berlin Kulturretter:innen
- 5. Juli 2024 bis 2. Februar 2025: Antifeminismus – eine politische Agenda
- 13. September 2024 bis 16. Februar 2025: Kritik im Nationalsozialismus. Kölner Fälle 1934-1944
- 8. März bis 1. Juni 2025: Die Dritte Welt im Zweiten Weltkrieg
- 19. Juni 2025 bis 14. September 2025: trotzdem da! Kinder aus verbotenen Beziehungen zwischen Deutschen und Kriegsgefangenen oder Zwangsarbeiter*innen

## Publikationen

### Schriften des NS-Dokumentationszentrums der Stadt Köln
- Barbara Becker-Jákli, Horst Matzerath, Harald Buhlan: Versteckte Vergangenheit. Über den Umgang mit der NS-Zeit in Köln. Aufsätze und Essays (= Band 1), Emons, Köln 1994, ISBN 3-924491-51-8.
- Thomas Deres, Martin Rüther (Hrsg.): Fotografieren verboten! Heimliche Aufnahmen von der Zerstörung Kölns (= Band 2), Emons, Köln 1995, ISBN 3-924491-55-0.
- Karola Fings: Messelager Köln. Ein KZ-Außenlager im Zentrum der Stadt (= Band 3), Emons, Köln 1996, ISBN 3-924491-78-X.
- Kathrin Dördelmann: Die Macht der Worte. Denunziationen im nationalsozialistischen Köln (= Band 4), Emons, Köln 1997, ISBN 3-924491-15-1.
- Hiltrud Kier, Karen Lieserfeld, Horst Matzerath (Hrsg.): Architektur der 30er/40er Jahre in Köln. Materialien zur Baugeschichte im Nationalsozialismus (= Band 5), Emons, Köln 1998, ISBN 3-89705-103-6.
- Michael Buddrus, Katja Klee, Gerhard Kock, Martin Rüther: „Zu Hause könnten sie es nicht schöner haben!“ Kinderlandverschickung aus Köln und Umgebung 1941–1945 (= Band 6), Emons, Köln 2000, ISBN 3-89705-174-5.
- Harald Buhlan, Werner Jung (Hrsg.): Wessen Freund und wessen Helfer? Die Kölner Polizei im Nationalsozialismus (= Band 7), Emons, Köln 2000, ISBN 3-89705-200-8.
- Barbara Becker-Jákli, Werner Jung, Martin Rüther: Nationalsozialismus und Regionalgeschichte. Festschrift für Horst Matzerath (= Band 8), Emons Verlag, Köln 2002, ISBN 3-89705-255-5.
- Jürgen Müller: Ausgrenzung der Homosexuellen aus der »Volksgemeinschaft«. Die Verfolgung von Homosexuellen in Köln 1933–1945 (= Band 9), Emons, Köln 2003, ISBN 3-89705-275-X.
- Britta Bopf: »Arisierung« in Köln. Die wirtschaftliche Existenzvernichtung der Juden 1933–1945 (= Band 10), Emons, Köln 2004, ISBN 3-89705-311-X.
- Barbara Becker-Jákli: Das jüdische Krankenhaus in Köln. Die Geschichte des Israelitischen Asyls für Kranke und Altersschwache 1869–1945 (= Band 11), Emons, Köln 2004, ISBN 3-89705-350-0.
- Martin Rüther: Köln im Zweiten Weltkrieg Alltag und Erfahrungen zwischen 1939 und 1945, mit Beiträgen von Gebhard Aders (= Band 12), Emons, Köln 2005, ISBN 978-3-89705-407-3.
- Karola Fings, Frank Sparing: Rassismus, Lager, Völkermord. Die national-sozialistische Zigeunerverfolgung in Köln (=Band 13), Emons, Köln 2006, ISBN 978-3-89705-408-0.
- Jürgen Müller: »Willkommen, Bienvenue, Welcome...« Politische Revue-Kabarett-Varieté in Köln 1928–1938 (= Band 14), Emons, Köln 2008, ISBN 978-3-89705-549-0.
- Thomas Roth: »Verbrechensbekämpfung« und soziale Ausgrenzung im nationalsozialistischen Köln. Kriminalpolizei, Strafjustiz und abweichendes Verhalten zwischen Machtübernahme und Kriegsende (= Band 15), Emons, Köln 2010, ISBN 978-3-89705-579-7.
- Sonja Endres: Zwangssterilisation in Köln 1934–1945 (= Band 16). Emons, Köln 2010, ISBN 978-3-89705-697-8.
- Faye Cukier: Flucht vor dem Hakenkreuz (= Band 17), Emons, Köln 2012, ISBN 978-3-89705-987-0.
- Marcus Leifeld: Der Kölner Karneval in der Zeit des Nationalsozialismus Vom regionalen Volksfest zum Propagandainstrument der NS-Volksgemeinschaft (= Band 18). Emons, Köln 2015, ISBN 978-3-95451-405-2.
- Angelika Lehndorff-Felsko: »Uns verschleppten sie nach Köln…« Auszüge aus 500 Interviews von ehemaligen Zwangsarbeitern (= Band 19) Emons, Köln 2015, ISBN 978-3-95451-367-3.
- Ansgar Molzberger, Stephan Wassong, Gabi Langen (Hrsg.): Siegen für den Führer – Der Kölner Sport in der NS-Zeit (= Band 20) Emons, Köln 2015, ISBN 978-3-95451-604-9
- Martin Rüther: „Senkrecht stehen bleiben“ – Wolfgang Ritzer und die Edelweißpiraten. Unangepasstes Jugendverhalten im Nationalsozialismus und dessen späte Verarbeitung (= Band 21) Emons, Köln 2015, ISBN 978-3-95451-605-6

### Kleine Reihe des NS-Dokumentationszentrums der Stadt Köln
- Henry Oster: „Rechts zum Leben, links zum Tod.“ – Ein jüdischer Junge überlebt Litzmannstadt, Auschwitz und Buchenwald (= Band 1), Metropol, Berlin 2018, ISBN 978-3-86331-437-8
- Fritz Bilz mit Brigitte Bilz (Hrsg.): Die Familie Ganz und die Lengfeld’sche Buchhandlung. Lebensgeschichten einer jüdischen Buchhändlerfamilie (= Band 2), Metropol, Berlin 2020, ISBN 978-3-86331-510-8.
- Petra Pluwatsch: Verfolgt und nicht vergessen. Geschichten hinter den Stolpersteinen (= Band 3), Metropol, Berlin 2023, ISBN 978-3-86331-705-8

### Veröffentlichungen des NS-Dokumentationszentrums der Stadt Köln
- NS-Dokumentationszentrum der Stadt Köln (Hg.): August Sanders unbeugsamer Sohn. Erich Sander als Häftling und Gefängnisfotograf im Zuchthaus Siegburg 1935-1944 (= Band 1), Metropol, Berlin 2015, ISBN 978-3-86331-262-6
- NS-Dokumentationszentrum der Stadt Köln / SK Stiftung Kultur (Hrsg.), Ulrich Eumann (Bearbeiter): Erich Sander. Gefängnisbriefe 1935-1944 (= Band 2), Metropol, Berlin 2016, ISBN 978-3-86331-286-2
- Karola Fings, Frank Möller (Hg.): Hürtgenwald – Perspektiven der Erinnerung (= Band 3), Metropol, Berlin 2016, ISBN 978-3-86331-317-3
- Verena Kücking: „Das gemeinsame Band“ – Schreiben als Praxis – Katholische Jugendgruppen im Zweiten Weltkrieg (= Band 4), Metropol, Berlin 2018, ISBN 978-3-86331-398-2
- Jörg Hannes Kuhn: Im Schatten der Rose. Ernst Reden, Schöngeist, Lyriker, Schriftsteller. Ein kurzes jungenschaftliches Leben (= Band 5), Metropol, Berlin 2021, ISBN 978-3-86331-570-2
- Dirk Erkelenz und Thomas Kahl (Hrsg.): Jüdische Schülerinnen und Schüler an Kölner Gymnasien. Ihre Geschichte(n) zwischen Integration, Ausgrenzung und Verfolgung (= Band 6), Metropol, Berlin 2023, ISBN 978-3-86331-703-4.

### Einzelpublikationen (Auswahl)
- Gabriele Rogmann (Bearb.), Horst Matzerath (Redaktion): Gedenkbuch. Die jüdischen Opfer des Nationalsozialismus aus Köln (= Mitteilungen aus dem Stadtarchiv von Köln. 77. Heft), Böhlau, Köln 1995, ISBN 3-412-12694-2.
- Köln im Nationalsozialismus Ein Kurzführer durch das EL-DE-Haus, 2. Aufl., Köln 2010, ISBN 978-3-89705-209-3 (engl. Ausgabe: Cologne during National Socialism. A short guide through the EL-DE-House, Köln 2010, ISBN 978-3-89705-779-1)
- Barbara Becker-Jákli: Das jüdische Köln. Geschichte und Gegenwart. Ein Stadtführer, Emons, Köln 2012, ISBN 978-3-89705-873-6.
- Barbara Becker-Jákli: Der jüdische Friedhof Köln-Bocklemünd. Geschichte, Architektur und Biografien, Emons, Köln 2016, ISBN 978-3-95451-889-0.
- Martin Rüther (Hrsg. NS-Dokumentationszentrum der Stadt Köln): Sozialdemokraten, Sozialisten, Gewerkschafter. Arbeiterbewegung und Widerstand in Köln 1933–1938 (= Widerstand und Verweigerung in Köln 1933–1945, Band 1). Metropol, Berlin 2024, ISBN 978-3-86331-782-9.